# Pariserhjulet, Liseberg
Pariserhjulet var en åkattraktion på nöjesparken Liseberg i Göteborg. Hjulet invigdes 1967 och tillverkades av det tyska företaget Anton Schwarzkopf. Under lång tid stod det uppe på berget inne i parken. Det helrenoverades 1995. Hjulet stängdes och demonterades efter sommarsäsongen 2015.
Hjulet hade en diameter på 25 meter och hade plats för totalt 120 åkande åt gången i 20 öppna gondoler med plats för 6 personer i varje. Hjulet roterade med en hastighet på 2,4 varv per minut och gav de åkande utsikt över både Liseberg och stora delar av Göteborg.
År 2012 fick Liseberg ännu ett pariserhjul i form av Lisebergshjulet som har stängda gondoler och en diameter på 60 meter.

## Bilder

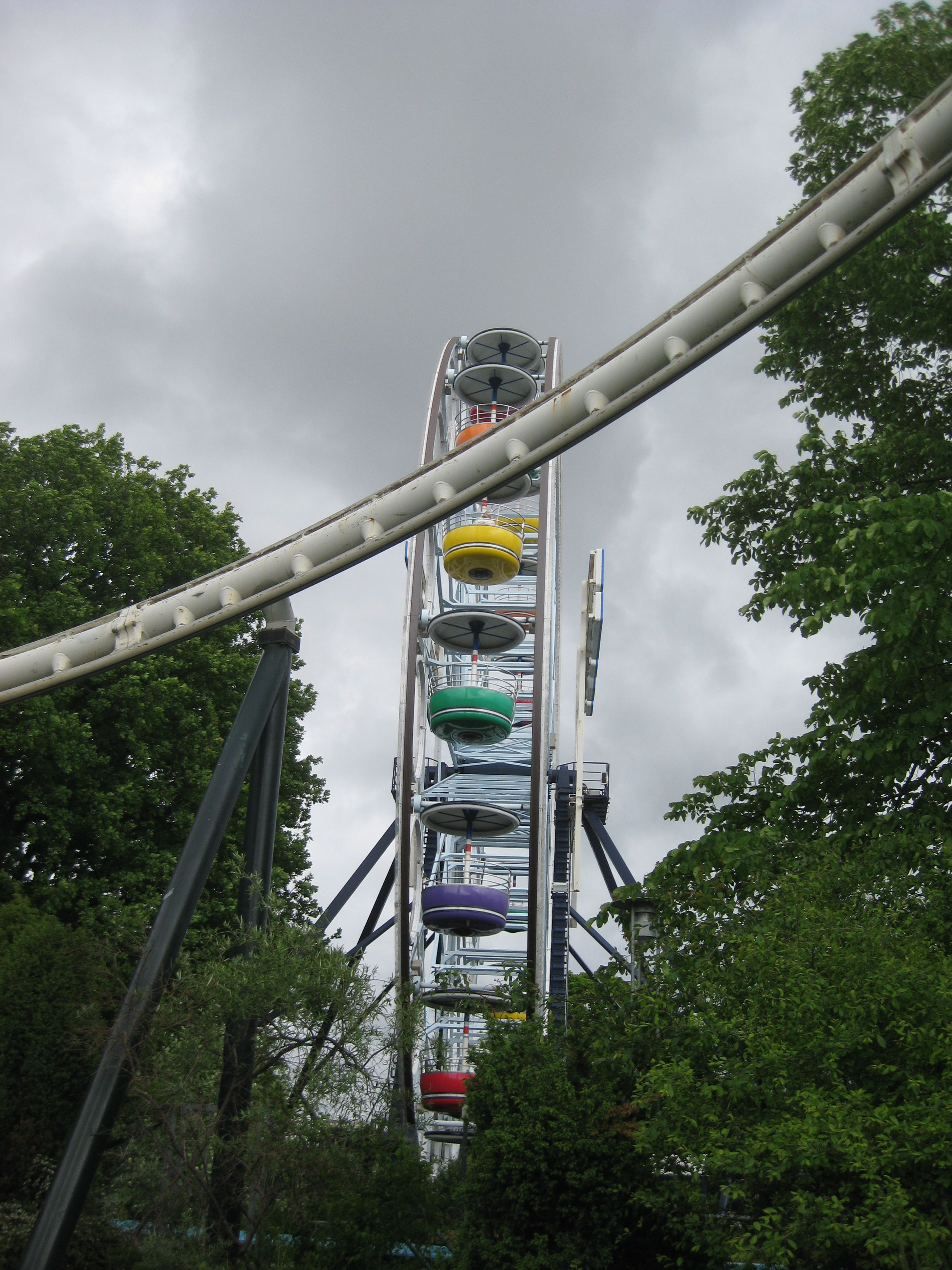
Pariserhjulet med Lisebergbanan i förgrunden.
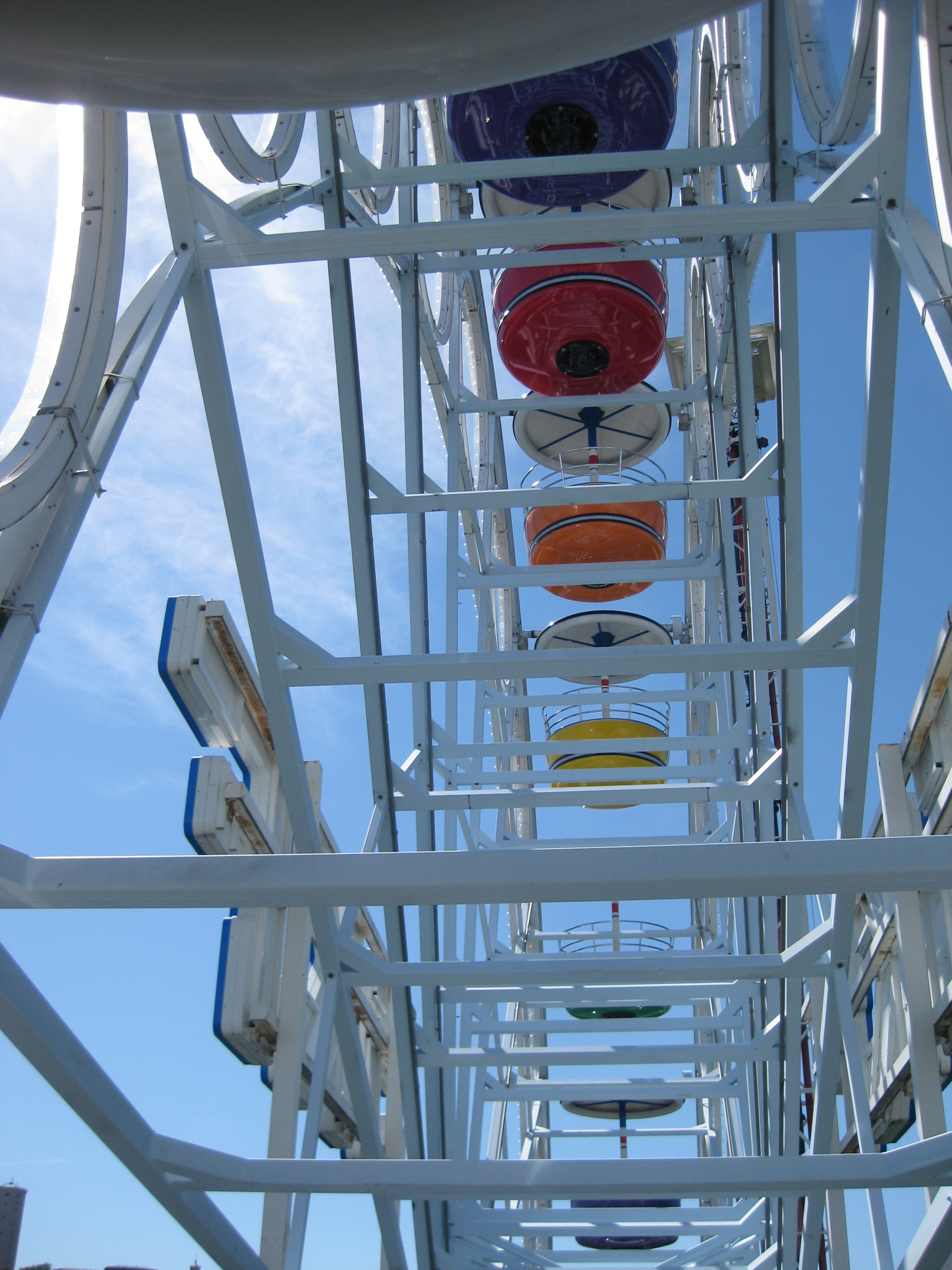
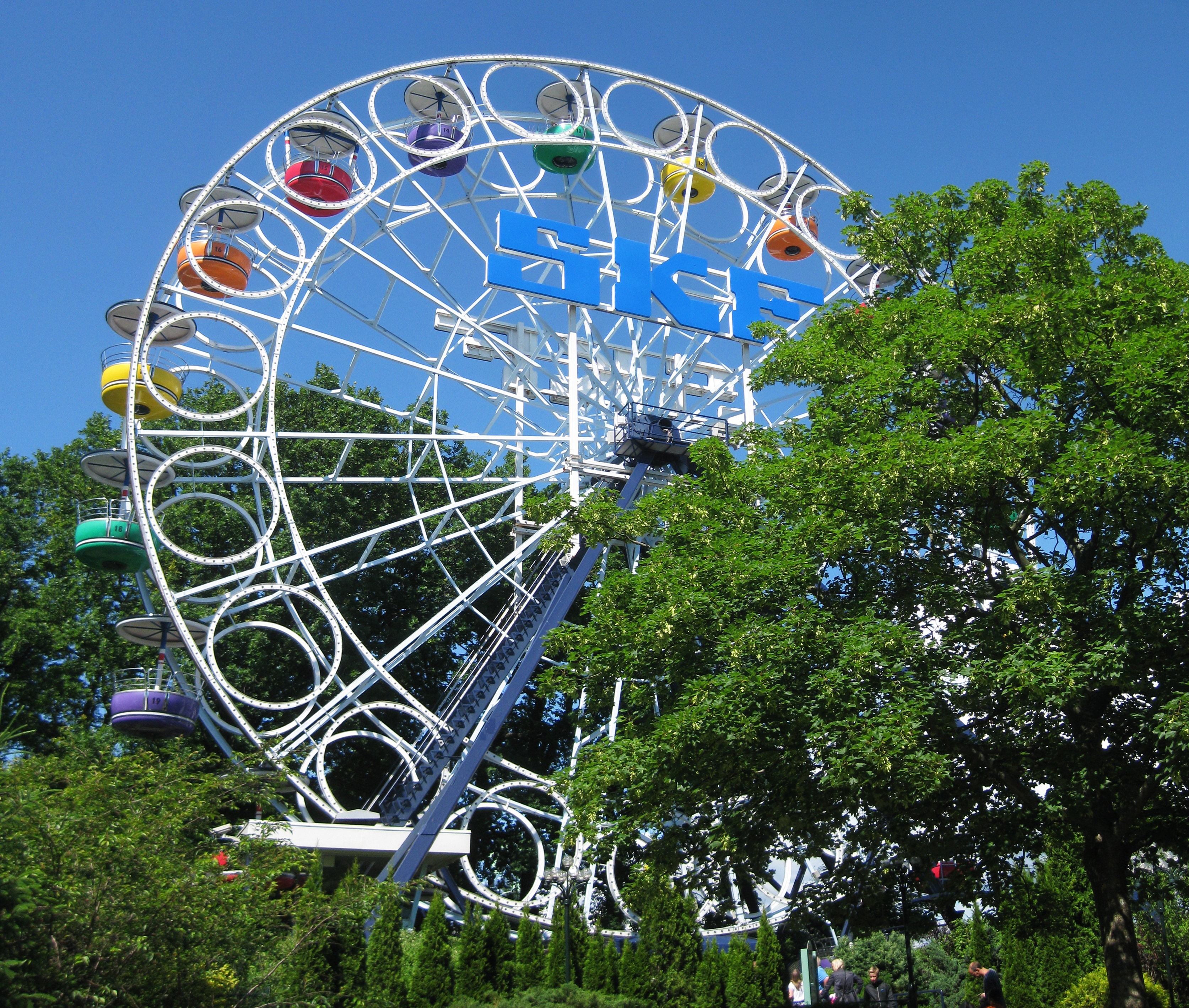
Pariserhjulet i juni 2012.
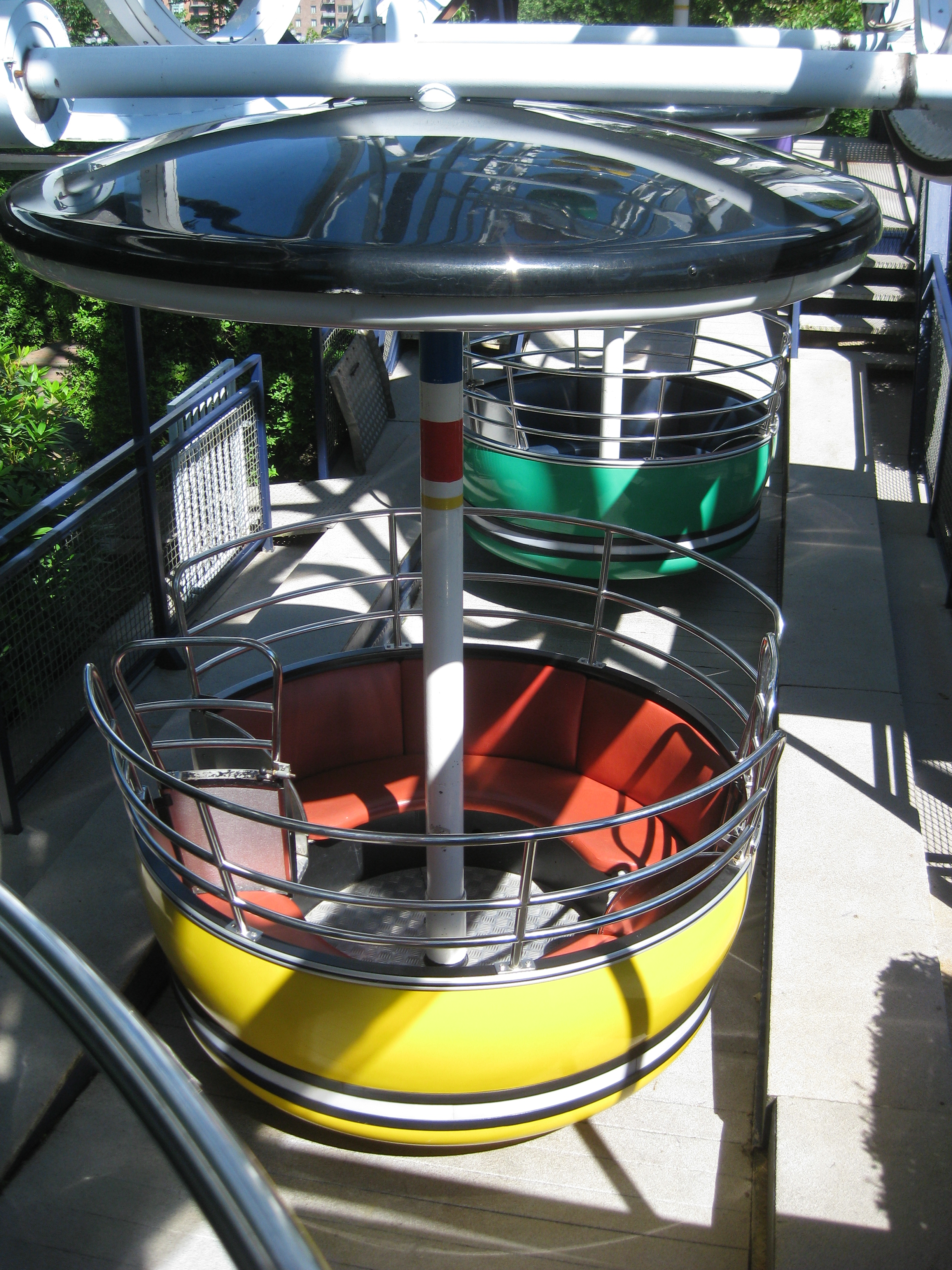
En av attraktionens gondoler.
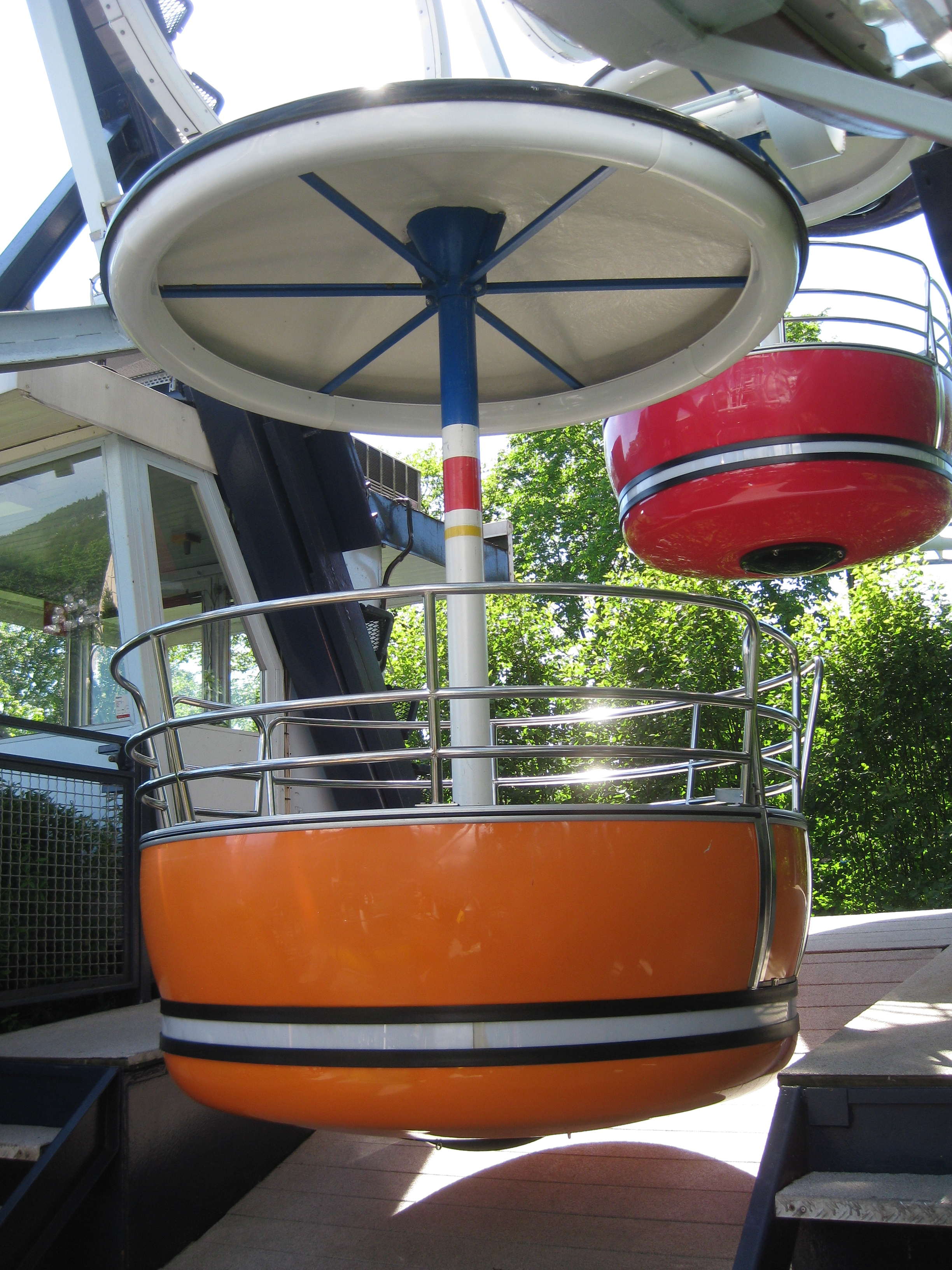
En av attraktionens gondoler.
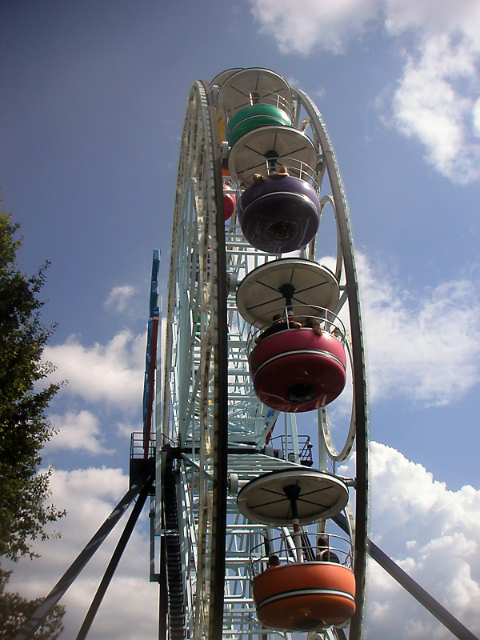
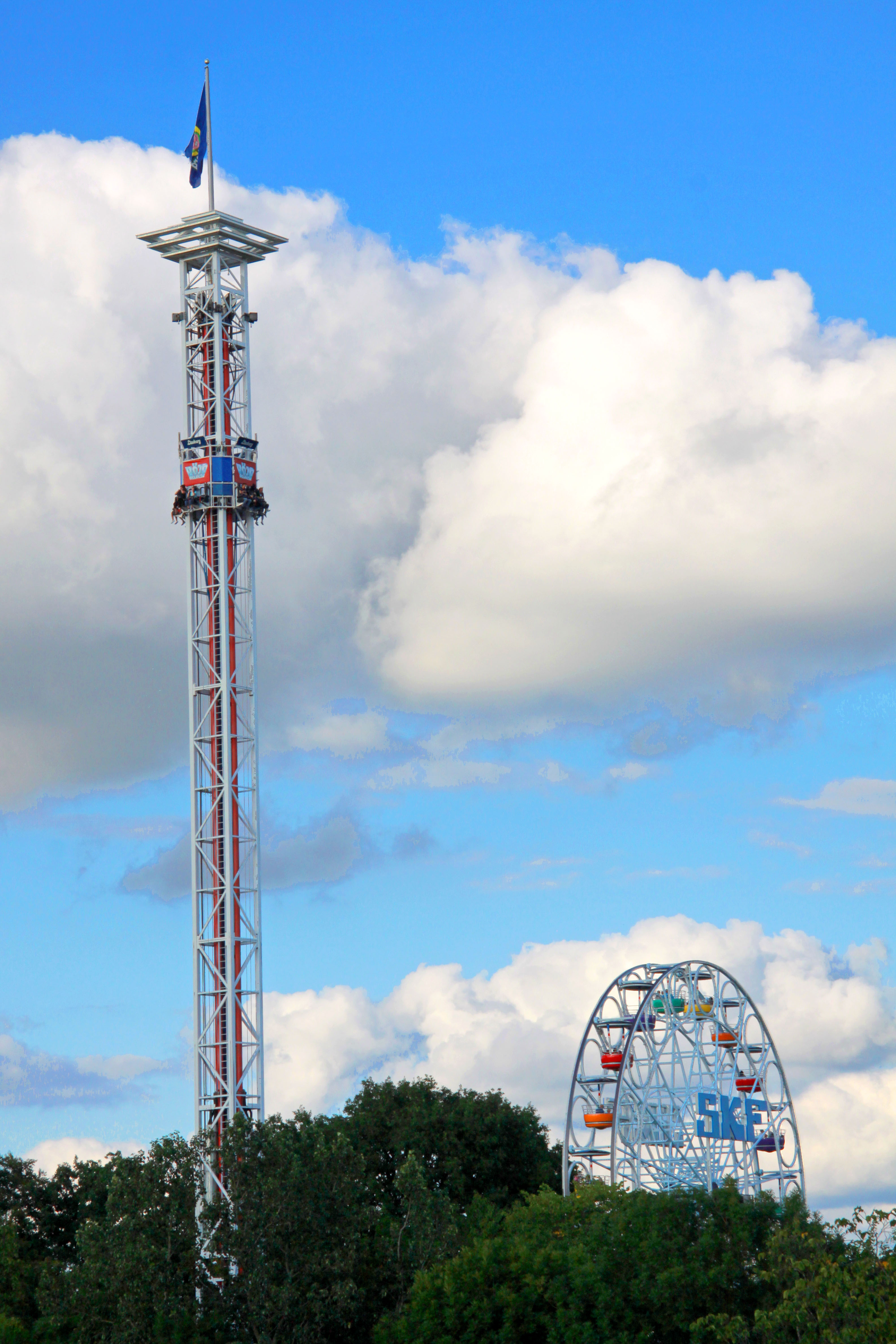
Höjdskräcken och Pariserhjulet.
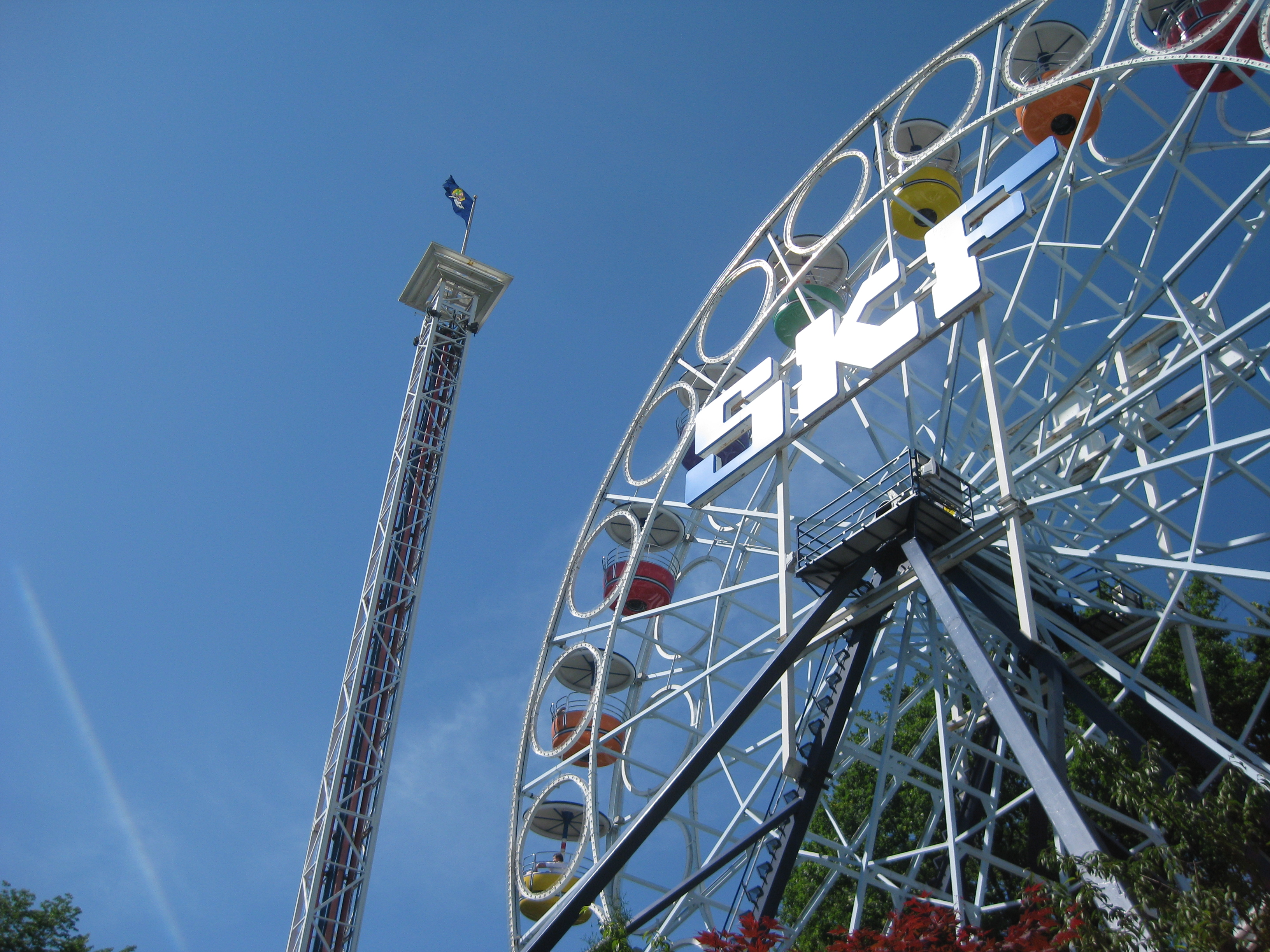
Höjdskräcken och Pariserhjulet.